# Warchau
Warchau ist seit 2001 ein Ortsteil der Gemeinde Rosenau im Landkreis Potsdam-Mittelmark im Westen des Landes Brandenburg.

## Geographie
Warchau liegt zehn bis fünfzehn Kilometer westlich der Stadt Brandenburg an der Havel. Östlicher Nachbarort ist das Dorf Wusterwitz etwa zwei Kilometer entfernt. Nach Westen ist die Landesgrenze zu Sachsen-Anhalt etwa drei Kilometer entfernt. Zwei Kilometer nordwestlich liegt Gollwitz. Das Dorf Warchau liegt in der Übergangszone zwischen dem Talsandniederungsgebiet des Wusterwitzer Beckens nach Norden und den hügligen Hochflächen der Karower Platte im Süden. Diese Landschaften sind eiszeitlicher Genese. In der Karower Platte südlich Warchaus entspringt der Steinbach und fließt nach Westen ab.

## Geschichte
Erstmals wurde der Ort als „Warchowe“ 1365 urkundlich erwähnt. Das Dorf befand sich jahrhundertelang in adligem Besitz. Um 1800 gab es zwei Rittergüter und jeweils eine Windmühle und eine Wassermühle im Ort. Besitzer der Rittergüter war die Familie von Schildt. Später übernahm die Familie von Britzke die Güter. Am 30. September 1928 wurde der Gutsbezirk Warchau mit der Landgemeinde Warchau vereinigt.
Am 20. Juli 1950 wurde die bis dahin eigenständige Gemeinde Gollwitz nach Warchau eingemeindet.
1901 wurde Warchau an die Bahnstrecke Wusterwitz–Görzke angeschlossen. Der Bahnbetrieb wurde bis 1974 aufrechterhalten.

## Sehenswürdigkeiten
Die Dorfkirche Warchau ist eine Feldsteinkirche mit einem Turm aus Fachwerk. Neben dieser stehen in der Dorfstraße noch das alte Pfarrgehöft und das im Heimatstil erweiterte Gutshaus Warchau mit Fachwerk im Obergeschoss unter Denkmalschutz.

## Schutzgebiete
Südlich Warchaus liegen Bereiche der Karower Platte im SPA-Gebiet (europäisches Vogelschutzgebiet) Fiener Bruch. Im Dorf ist eine kleine Fläche als Geschütztes Biotop unter Schutz gestellt. Etwa ein Kilometer westlich befindet sich ein Geschützter Landschaftsbestandteil, der als „Warchauer Mühle“ ausgewiesen ist.

## Persönlichkeiten
- Eberhard Bethge (1909–2000), evangelischer Pastor und Theologe